# Lista de personagens de Tron
Este artigo diz respeito a personagens da franquia começada com o filme Tron, lançado em 1982, incluindo sua sequência cinematográfica, adaptações literárias e jogos eletrônicos.

## Tron

### Kevin Flynn
Kevin O. Flynn é um antigo empregado da ENCOM, empresa de software ficcional, e protagonista do primeiro filme, além de participar de sua sequência, Tron: o Legado. É interpretado pelo ator Jeff Bridges.
No começo do filme, Kevin é o dono do "Flynn's", um fliperama em que impressiona seus clientes com suas habilidades em jogos que (sem o conhecimento deles) desenvolveu na ENCOM, enquanto chefe de engenharia de software, estando determinado a provar que o CEO da empresa, Ed Dillinger, plagiou seu trabalho para ganhar posições na empresa. Durante a maioria do filme, Flynn viaja pelo mundo digital em que foi teletransportado, acompanhado de Tron, programa desenvolvido por Alan Bradley. Ele vem a descobrir que, como um usuário em em mundo digital, ele comanda certas leis físicas e possui mais poder do que simples programas como, por exemplo, a capacidade de remontar um recognizer (espécie de aeronave presente em Space Paranoids) apenas com um toque. Eventualmente, ele permite que Tron destrua o MCP, sigla em inglês para Master Control Program, opressor do mundo digital. Ao voltar para o mundo material, ele obtém evidências necessárias para expor Dillinger e se tornar o CEO da ENCOM.
Em Tron: o Legado, Flynn reformula a Grade e cria um programa para ajudá-lo: Clu 2, uma versão atualizada de Clu. Clu 2 acaba traindo Flynn e Tron, mantendo o usuário preso no mundo computacional.

### Clu
Clu (Codificação Legítima Útil) é um programa de hackeamento desenvolvido por Kevin Flynn para expor o plágio feito por Dillinger. Também é interpretado por Jeff Bridges.
No filme, Clu é visto operando um tanque digital em busca de evidências do plágio, mas é capturado por recognizers enviados pelo Master Control Program, sendo absorvido pelo mesmo em seguida. Com isso, Dillinger descobre o que Flynn estava procurando fazer e toma precauções.

### Alan Bradley
Alan T. Bradley é um programador de que trabalha na ENCOM junto com Flynn. Aparece em ambos os filmes e é interpretado por Bruce Boxleitner, que também dubla o personagem na série de animação Tron: Uprising.
No início do primeiro filme, Alan cria um programa chamado Tron para monitorar as comunicações entre MCP e o mundo real, mas tem pouco progresso. Como resultado, auxilia Flynn a expor Dillinger. Bradley é referido por Tron como "Alan Um".
Em Tron: o Legado, Alan é um dos poucos membros da ENCOM a prezar pelo legado deixado por Flynn. Recebe uma suposta mensagem no pager de Kevin vinda do antigo "Flynn's" e pede a Sam que investigue do que se trata.

### Tron
Tron é um programa de segurança criado por Bradley para monitorar as comunicações entre MCP e o mundo real, sendo o protagonista digital do primeiro longa-metragem. Aparece ainda no filme sequência e na série de animação derivada, também sendo interpretado e dublado por Bruce Boxleitner.
O programa foi criado para ser independente aos comandos do MCP, o que Alan diz ser necessário para fazer a defesa do mesmo. Acaba sendo capturado pelo MCP e forçado a participar dos jogos da Grade, mas consegue fugir com Flynn e Ram durante a batalha de motos de luz. É conhecido naquele mundo por acreditar nos usuários e lutar por eles. No fim, consegue chegar à torre de comunicação e estabelecer contato com Alan, que o instrui sobre como desativar o MCP. Seu numero de código é "JA-307020". No segundo filme é reformato por CLU 2, o que ocorre após a traição de Clu - foco da série de animação.

### Lora Baines
Lora Baines é a engenheira de pesquisas da ENCOM, ex-namorada de Flynn e a atual de Bradley, com quem depois se casaria e teria um filho, Jet Bradley. É interpretada pela atriz Cindy Morgan.
Ela trabalha como uma das assistentes de Walter Gibbs no projeto do laser que teleporta Kevin flynn ao mundo digital, criando a programa Yori para ajudar no processo de digitalização.

### Yori
Yori é uma programa de input/output criada por Lora Baines para cuidar da criação de simulações digitais (como o solar sailer, espécie de nave de transporte) e auxiliar no processo de digitalização feito pelo laser. É também interpretada por Cindy Morgan.
A personagem é o interesse amoroso de Tron e Flynn, sendo namorada de primeiro, com quem se reúne com a derrocada do MCP. Ela ajudou os dois a encontrarem Dumont, guardião de uma torre de comunicação com o mundo externo, para depois enfrentarem o MCP. Flynn acaba por beijar Yori, que desconhece o significado do ato, antes dela reencontrar Tron após a derrota do MCP.

### Walter Gibbs
Walter Gibbs é o fundador da ENCOM, empresa na qual continua a trabalhar ao lado de Lora no projeto do laser de teletransporte. Após demonstrar preocupação a respeito do alto nível de controle do MCP sobre o computador mainframe da empresa, Dillinger o ameaça de demissão. É interpretado por Barnard Hughes.

### Dumont
Dumont (também interpretado por Barnard Hughes) é um programa guardião criado por Dr. Gibbs para proteger a torre I/O do computador da ENCOM, torre pela qual é feita a comunicação com o mundo externo. Como seu usuário era próximo de Lora, Dumont é próximo de Yori.

### Ed Dillinger
Ed Dillinger é o diretor executivo da ENCOM, chegando ao cargo após plagiar Flynn. É interpretado pelo ator David Warner.
Dillinger trabalhava na ENCOM antes de plagiar os jogos eletrônicos desenvolvidos por Flynn, vindo a se tornar CEO da empresa mais tarde. Ele contribui para ascensão do MCP, que controla o computador principal da ENCOM e cria Sark, programa que age como segundo no comando do computador. Enquanto Kevin estava procurando evidências de que Dillinger havia roubado seu trabalhado, o diretor executivo autorizou que MCP aumentasse os controles de segurança. Quando Dillinger começa a questionar o programa chefe sobre a captura de certos programas, o mesmo ameaça expor quem realmente fez os programas. No fim, o plagio de Ed acaba por ser exposto.

### Sark
Comandante Sark é um programa criado por Dillinger para servir como primeiro-tenente do MCP, segundo no comando do mundo virtual. É também interpretado por David Warner.
Sark supervisiona o treinamento de novos programas sequestrados pelo MCP e trazidos para os jogos da Grande, sendo conhecido por participar das disputas ocasionalmente. Fazia também a gestão de outras operações no mundo virtual. Quando o MCP ordena que ele deverá fazer com que um usuário (Kevin Flynn) dispute os jogos até sua morte, Sark se mostra um pouco relutante, mas logo cede. O programa possui código "ES-1117821".

### Master Control Program
O Master Control Program (com sigla MCP) é um personagem dublado por David Warner, sendo a inteligência artificial que comanda o computador principal da ENCOM.
Foi criado por Walter Gibbs e melhorado por Ed Dillinger. Durante o governo do MCP, muitos programas são escravizados e forçados a participar de jogos contra seus guardas. Para ganhar informação e poder, MCP ameaça revelar o método pelo qual Dillinger atingiu a posição de CEO na empresa ao público. Primeiramente utilizado para controlar o mainframe da empresa, recebe mais poder de Dillinger e começa a roubar dados de outros sistemas, desejando controlar outras corporações e até mesmo o Pentágono.
Antes de ser destruído, o Master Control Program costumava terminar suas conversas com Dillinger escrevendo a frase de programação "End of Line". Em Tron: o Legado, a Grade possui um clube de música chamado End of Line Club (Clube do Fim da Linha na versão brasileira), uma homenagem ao personagem MCP.

### Roy Kleinberg
Roy Kleinberg é um programador de computador que trabalha na empresa, sendo colega de trabalho de Alan Bradley. É interpretado pelo ator Dan Shor.
Roy faz uma breve aparição no início de Tron enquanto trabalha em um cubículo ao lado de Bradley. Na cena, Roy pergunta se poderia comer a pipoca que havia no cubículo do colega, que estava indo falar com Dillinger.
O personagem também fez uma aparição no curta The Next Day, incluso na versão em Blu-Ray de Tron: o Legado. É o líder do movimento "Flynn Lives" (Flynn vive) ao lado de Bradley.

### Ram
Ram (também interpretado por Dan Shor) é um programa atuarial criado por Kleinberg para trabalhar em uma companhia de seguros, sendo capturado no início da película por MCP e forçado a disputar nos jogos da Grade.
Enquanto participando dos jogos, Ram vai além de sua programação original e se tornar um habilidoso combatente. É ferido por um tanque após escapar de uma batalha de motos de luz junto com Flynn e Tron, vindo a morrer depois na companhia de Kevin, logo após descobrir que o amigo é, na verdade, um usuário.

### Crom
Ost_Crom é um tímido programa de contabilidade criado por Sr. Henderson, que não aparece no filme, para trabalhar com poupanças e empréstimos. É interpretado por Peter Jurasik.
Foi capturado pelo MCP e forçado a enfrentar Flynn no jogo do abismo, disputado por dois competidores que ficam em cima de duas plataformas circulares que desaparecem ao contato com um disco arremessado por um dos competidores. Flynn assume vantagem, mas se recusa a matar o indefeso Crom, negando duas vezes o comando de Sark para o fazê-lo. O Comandante Sark então desintegra a parte da plataforma na qual Crom estava, o que faz com que o programa caia e se desintegre.

### Bit
Bit é a representação de um bit (um digito binário), sendo portanto somente capaz de responder sim ou não (0, 1) para qualquer pergunta, através do que consegue expressar varias emoções - como na cena em que o tanque de Clu se choca no muro e o dígito repete seguidamente "sim" para expressar sua ansiedade. Bit apareceu duas vezes em Tron: a primeira, no começo do filme, como um companheiro de Clu e, depois, como um companheiro de Flynn. Sua aparição dura em torno de dois minutos.
Fisicamente, o personagem é representado por um poliedro azul, que alterna entre um dodecaedro e um icosaedro. Quando Bit diz "sim", brevemente muda para um octaedro amarelo e quando diz "não", muda para um icosaedro vermelho.

## Tron: o Legado,Tron: Betrayal,Tron: UprisingeTron: Evolution
Tron: o Legado, sua história em quadrinhos derivada Tron: Betrayal, sua série de animação derivada Tron: Uprising e seu jogo eletrônico derivado Tron: Evolution são todos sequências diretas de Tron. Certos personagens aparecem em todos os quatro elementos da franquia, enquanto outros somente aparecem em um elemento específico. Todos os produtos estabelecem uma linha do tempo específica do universo de Tron.

### Sam Flynn
Samuel "Sam" Flynn é o filho de Kevin Flynn, interpretado por Garrett Hedlund. É o acionista majoritário da ENCOM, mas se recusa a trabalhar na empresa. Após 20 anos da ausência de seu pai, segue uma suposta mensagem enviada por ele até um antigo escritório no fliperama "Flynn's". Lá, é materializado na Grade, onde disputa os jogos da grade e é resgato por Quorra, que o leva para reencontrar-se com seu pai.

### Quorra
Quorra é uma habilidosa guerreira e a última ISO. É interpretada por Olivia Wilde e dublada pela atriz em Tron: Evolution e Tron: Uprising. Segundo Wilde, a personagem foi inspirada em Joana d'Arc e apresenta traços andróginos, como seu corte de cabelo mais curto.
No segundo filme, Quorra é uma espécie de discípula de Kevin Flynn, que a salvou do expurgo aos ISOs feito por Clu 2. Ela resgata Sam da arena de jogos enquanto ele estava participando de uma batalha de motos de luz e o leva para o esconderijo de Flynn. Quorra apresenta um gosto por literatura, sobretudo Julio Verne, sendo atraída pela ideia do nascer do Sol. Kevin a considera uma esperança de mudar o mundo, devido às características únicas dos ISOs.

### ISOs
Os ISOs (abreviação de Algoritmos Isomórficos) são uma raça de programas que surgiram espontaneamente na Grade. Clu 2 os via como uma imperfeição, um obstáculo para a criação de um sistema perfeito, enquanto Flynn os viu como o próximo estágio da evolução. Clu 2 trai Flynn e elimina todos os ISOs, com exceção de Quorra, que é salva por Kevin.

### Clu 2
Clu 2 é uma versão atualizada de Clu (Codificação Legítima Útil) criada por Kevin Flynn para gerenciar o desenvolvimento da Grade. Em Tron: o Legado é interpretado por Jeff Bridges, que empresta sua voz ao personagem e lhe dá seus movimentos faciais (que sofrem um rejuvenescimento artificial), enquanto que John Reardon interpreta fisicamente o personagem, fazendo os mesmos movimentos que Bridges executa pelo cenário enquanto atuando. Em Tron: Evolution e Tron: Uprising é dublado por Fred Tatasciore.
Programado com a diretriz de criar o "sistema perfeito", o programa foi gradualmente se ressentindo com Flynn, especialmente após este tratar os ISOs como algo bom, sendo que eram uma imperfeição aos seus olhos. Posteriormente, traiu Flynn e Tron e dominou a Grade, forçando seu criador a ficar escondido por mais de vinte anos e erradicando os ISOs. Durante seu domínio, transformou a Grade em algo mais visualmente suave e liso, redesignou programas (inclusive Tron, que passou a se chamar Rinzler) e criou um exército. Não conseguindo capturar Flynn e seu disco de identidade, necessário para sair do mundo computacional, Clu 2 acaba por atrair Sam Flynn para aquele mundo na esperança de fazer com que Kevin saia de seu esconderijo.

### Rinzler/Tron
Rinzler é um habilidoso guerreiro que serve como braço direito de Clu 2. Em um processo semelhante ao utilizado com Bridges, Bruce Boxleitner empresta sua voz e movimentos faciais ao personagem, enquanto Anis Cheurfa interpreta fisicamente Rinzler, repetindo os movimentos feitos por Boxleitner enquanto atuando. Boxleitner também dubla o personagem no jogo eletrônico e na série de animação derivada. O nome Rinzler é uma homenagem a J.W. Rinzler, editor executivo da Lucasfilm que escreveu vários livros, como o The Making of Star Wars. O diretor Joseph Kosinski escolheu o nome durante uma sessão de trabalho com os roteiristas, percebendo um dos livros de Rinzler em cima de uma mesa.
O programa é um guerreiro que utiliza dois discos de identidade que se fundem em um só quando não em combate. É responsável por fazer a defesa pessoal de Clu 2 e é confiado com importantes tarefas. Mais tarde, descobre-se que o programa é uma reformatação de uma versão atualizada de Tron. Embora pareça que Tron foi derrotado na emboscada de Clu 2, a série animada Tron: Uprising revela que o programa não foi capturado inicialmente, fugindo com graves ferimentos e servindo de mentor para Beck ao incitar uma insurreição contra o novo regime. Não se sabe ao certo quando foi reformatado. Como Rinzler, encontra-se varias vezes com Sam Flynn, com o último encontro sendo uma perseguição aérea sobre o Mar de Simulação. Na ocasião, o programa se lembra de sua origem e se vira contra Clu 2, que em uma disputa corporal no ar o deixa aparentemente inconsciente. A última cena de Rinzler mostra ele afundando no Mar de Simulação, com suas cores laranjas tornando-se azuis.

### Castor/Zuze
Castor é um extravagante programa proprietário do Clube do Fim da Linha, localizado dentro da maior torre da Grade, sendo interpretado pelo ator Michael Sheen. Alguns críticos elogiaram sua participação no filme, comparando seu personagem ao cantor David Bowie. Em Tron: Evolution é dublado por James Frain.
Quando originalmente chamado Zuze, o programa era um aliado de Flynn e dos ISOs, mas com o expurgo desses e o desaparecimento daquele, Zuze procura se reinventar e assume uma nova identidade. Castor trai Sam e Quorra como parte de um acordo com Clu 2, pois o dono do clube visava governar a Grade, uma vez que o disco de identidade de Flynn estivesse com Clu 2 e este conseguisse entrar no mundo real. Era associado de Gem.

### Jarvis
Jarvis é um programa administrativo que serve como chefe da inteligência de Clu 2, possuindo ainda outras funções administrativas. É interpretado por James Frain.
Jarvis mostra possuir pouca personalidade e ser um tanto covarde, tentando sempre impressionar Clu 2 e ganhar sua aprovação. Acaba por ser desintegrado pelo mesmo, pois se recusa a enfrentar Sam e permite que o usuário leve o disco de identidade de Flynn.

### Gem
Ost_Gem faz parte de um grupo conhecido como Sirens, programas femininos responsáveis por equipar os combatentes dos jogos da grade com uma armadura e, se necessário, um disco de identificação. Gem ajuda Flynn a encontrar Castor, sendo associada do programa. É interpretada por Beau Garrett. Há outras três Sirens, interpretadas por Yaya DaCosta, Serinda Swan e Elizabeth Mathis.

### Edward Dillinger Jr.
Edward Dillinger Jr. é o filho de Ed Dillinger e principal programador do sistema operacional desenvolvido pela ENCOM. Aparece brevemente no começo do filme, durante uma reunião da mesa diretora da empresa. É interpretado por Cillian Murphy, não creditado.

### Richard Mackey
Richard Mackey, interpretado por Jeffrey Nording, era o presidente da mesa executiva da ENCOM. Mackey aparece no início do filme liderando uma reunião para comemorar o lançamento do mais novo sistema operacional da empresa, o ENCOM OS-12. Aparenta ter desprezo por Flynn e seu trabalho na empresa, elogiando Ed Dillinger durante a reunião.

### Jordan Canas
Jordan Canas foi a esposa de Kevin e mãe de Sam Flynn, morta em um acidente de carro logo após o nascimento do filho. Embora não apareça em Tron: o Legado, sabe-se que a atriz Amy Esterle a interpretaria.

### Anon
Anon é um programa de segurança desenvolvido por Kevin Flynn para tentar manter a ordem na Grade e investigar conspirações, especialmente após a morte de um líder dos ISOs. O programa se junta a Quorra para tentar descobrir o que está ocorrendo no mundo digital e tentar impedir Clu 2 de assumir o total controle do sistema. Anon é o personagem principal de Tron: Evolution, sendo controlado pelo próprio jogador, não possuindo falas.

### Abraxas
Abraxas é um vírus que continuamente promove ataques na Grade em Tron: Evolution, sendo dublado por John Glover. Anteriormente, o vírus era um líder ISO conhecido como Jalen, considerado morto durante um acidente, que foi reformatado por Clu 2 para infectar ISOs e programas básicos, transformando-os em criaturas de coloração verde-limão. É também utilizado por Clu 2 para justificar o expurgo dos ISOs.

### Radia
Radia é uma líder ISO presente em Tron: Betrayal e Tron: Evolution, sendo dublada por Kari Wahlgren.

### Gibson
Gibson é um ISO presente em Tron: Evolution, tendo sido dublado por Jensen Ackles.

### Beck
Beck é um jovem programa que trabalha com a manutenção de veículos em Tron: Uprising. Elijah Wood empresta a voz para o personagem.
Beck trabalha na garagem de Able em Argon City, área mais afastada da Grade. Após ver um amigo seu ser morto por um soldado de Clu 2 na tomada da cidade, Beck assume a identidade de Tron (dublado por Bruce Boxleitner) para inspirar outros programas e procurar vingar o amigo. Acaba por atrair a atenção do verdadeiro Tron, que não está morto, mas sim à procura de alguém para liderar uma revolta. Por toda a série, Beck tenta atrapalhar os planos de Clu 2 e seu general, Tesler, sendo também conhecido como "O Renengado".

### Tesler
General Tesler é um programa de comando que serve como um dos generais de Clu 2, sendo dublado pelo ator Lance Henriksen. O general está no comando das forças que ocupam Argon, tendo Paige e Pavel como subordinados. Tesler é muitas vezes visto como tirano, não se importando em desintegrar programas quando julga necessário, nem que sejam seus próprios soldados.

### Paige
Paige é uma personagem de Tron: Uprising dublada por Emmanuelle Chriqui. É uma das comandantes de campo de Tesler, não sendo tão tirânica quanto o general. No episódio Isolado, vemos que foi originalmente programada para a medicina e tem gosto por música. Tratava de Quorra e outro ISO em sua clínica quando são denunciados, mas pouco antes dos soldados chegarem, Quorra deixa Paige inconsciente, dizendo ser para seu próprio bem. Ao ser acordada por Tesler, vê o lugar onde atendia devastado e todos seus colegas médicos desintegrados, juntando-se ao general Tesler contra os ISOs, pensando que são uma ameaça.

### Pavel
Pavel, dublado por Paul Reubens, também é um comandante de campo de Tesler, sendo colega de Paige. Possui caráter agressivo e fica feliz em fazer opositores de Tesler sofrerem, como visto no episódio Terminal.

### Able
Able é um personagem de Tron: Uprising dublado por Reginald VelJohnson. O programa é um mecânico e dono da garagem na qual trabalha Beck, que o considera como um avô.

### Mara
Mara é uma personagem que trabalha junto com Beck e Zed na garagem do Able, sendo dublada pela atriz e cantora Mandy Moore. Segundo a atriz, Mara é confidente e determinada, sendo atraída pelo concerto de motos de luz mais antigas. No decorrer da série, apaixona-se pelo Renegado sem saber tratar-se de seu amigo Beck, gostando da moral do mascarado e o que ele representa.

### Zed
Zed é um programa que trabalha junto com Beck e Mara na garagem do Able, sendo dublado por Nate Corddry. O programa apresenta um interesse amoroso por Mara. Segundo Corddry, Zed funciona como uma espécie de alívio cômico para Uprising, sendo passivo e não querendo se rebelar logo no início. Isso muda com o decorrer da série, com o programa desenvolvendo uma "personalidade mais forte" e sendo mais reativo.